# Paenungulata
Paenungulata – takson grupujący trąbowce, brzegowce i góralkowce oraz co najmniej dwa inne wymarłe rzędy.
Rzędy:
- Proboscidea
- Sirenia
- Hyracoidea
- †Embrithopoda
- †Desmostylia

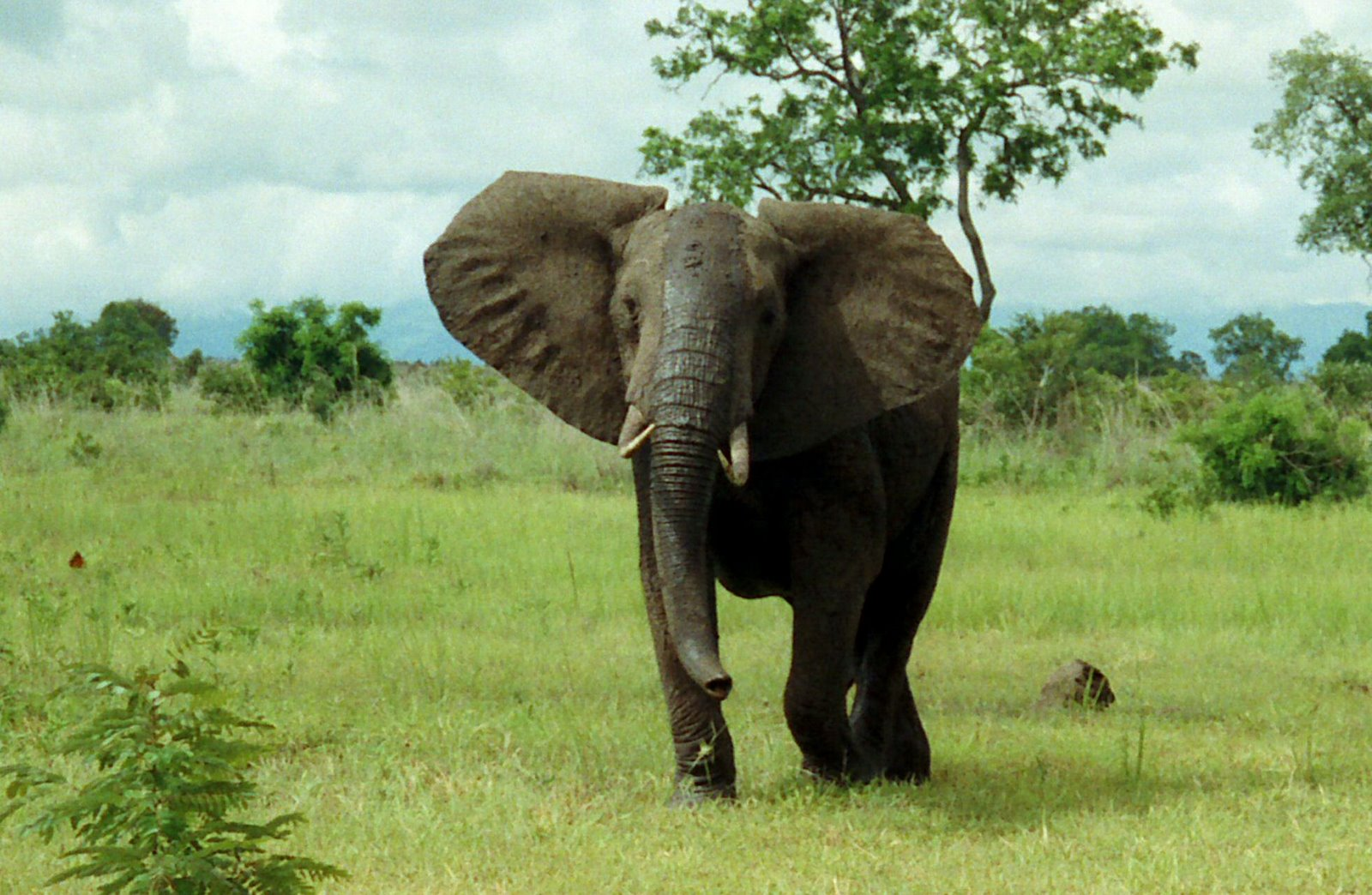
Samiec słonia afrykańskiego
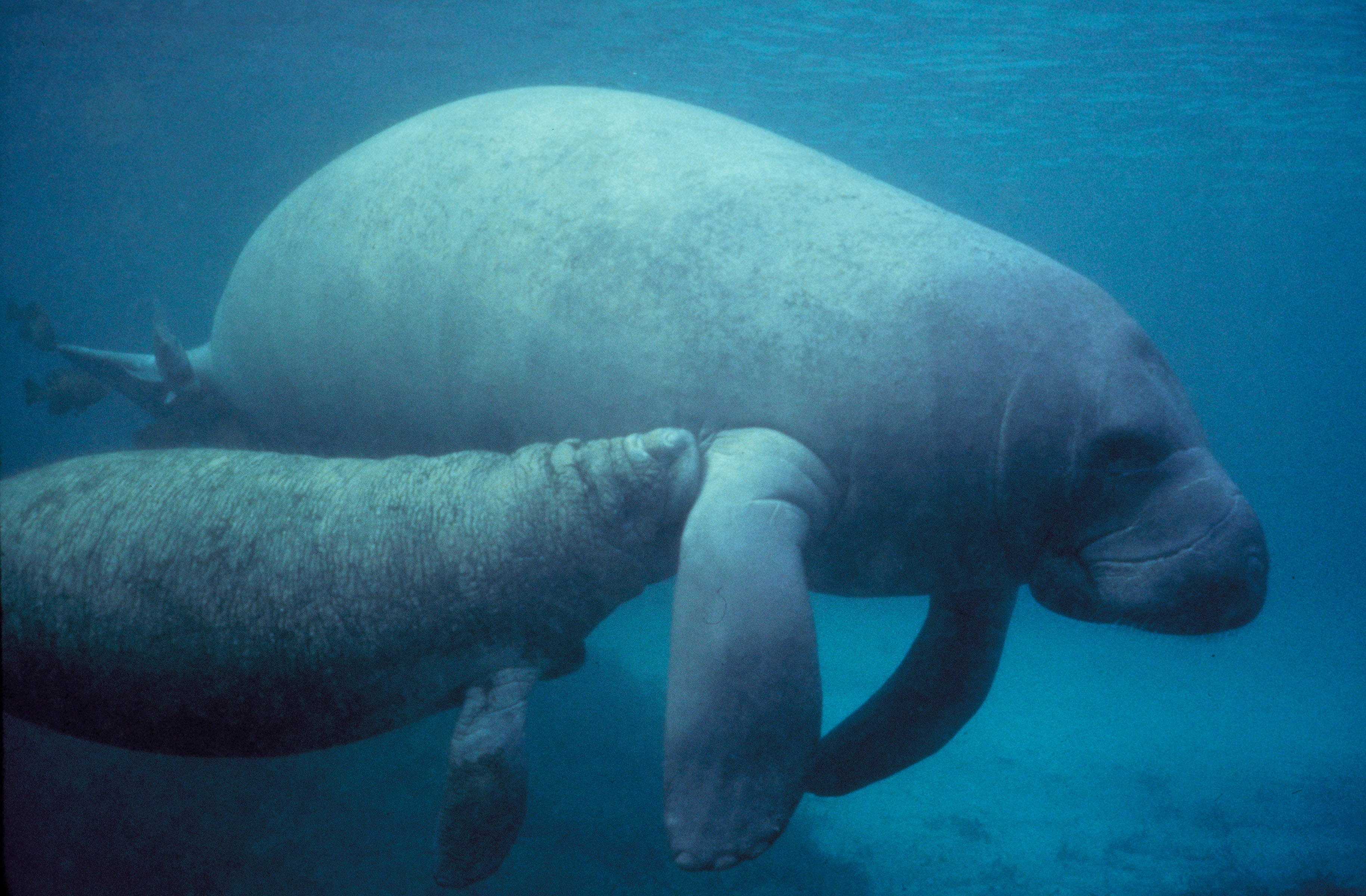
Samiec manata z młodym
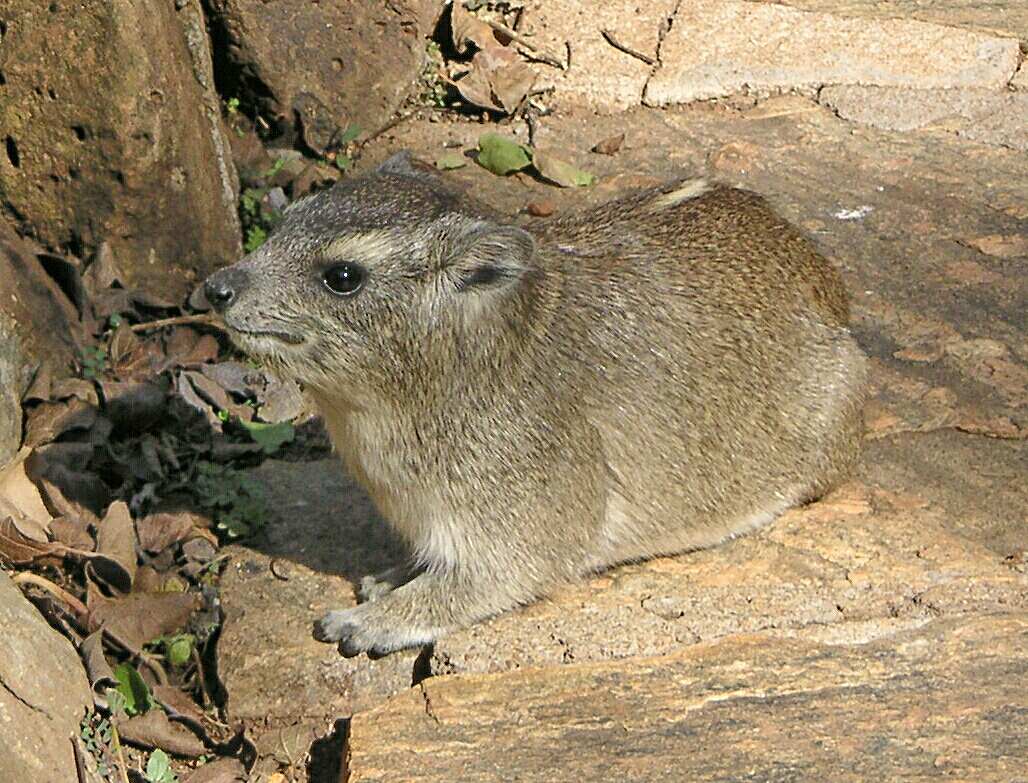
Szczuropodobne góralkowce
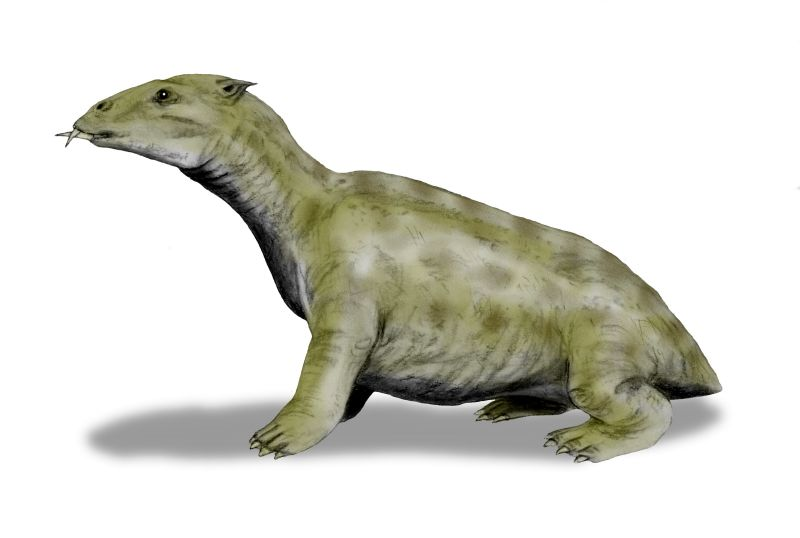
Desmostyle to jedyny wymarły rząd ssaków wodnych
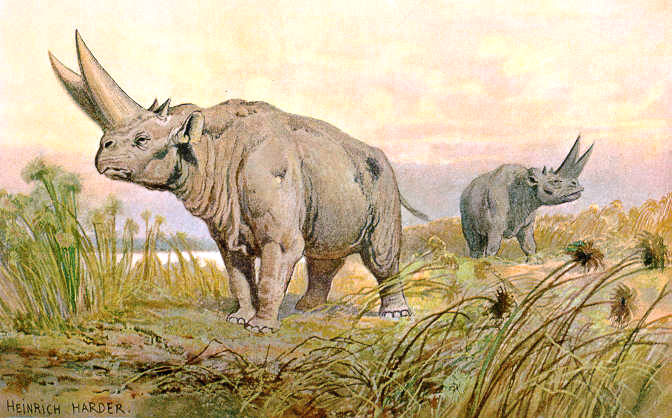
Arsinoiterium